# Hexatoma (Eriocera) mutica
Hexatoma (Eriocera) mutica is een tweevleugelige uit de familie steltmuggen (Limoniidae). De soort komt voor in het Oriëntaals gebied.